# Siouxsie Sioux
Siouxsie Sioux, artistnamn för Susan Janet Ballion, född 27 maj 1957 i Bromley, London, är en brittisk sångerska, textförfattare och instrumentalist som var centralfigur i grupperna Siouxsie and the Banshees (1976–1996), och The Creatures (1981-2004).
Hennes mest kända låtar är "Hong Kong Garden" (1978), "Happy House" (1980), "Cities in Dust" (1985) och "Kiss Them For Me" (1991).
Hon spelade in låten "Face To Face" för filmen Batman Returns (1992) på begäran av regissören Tim Burton. Hon har också sjungit ihop med Morrissey (på låten "Interlude") liksom John Cale (på låten "Murdering Mouth").
Hösten 2007 släppte hon sitt debutalbum som soloartist, Mantaray. 2015 spelade hon in låten "Love Crime" som avslutar den tredje och sista säsongen av Hannibal-serien.
Det är många som tagit intryck av, och uppskattat Siouxsies verk, däribland PJ Harvey, Jeff Buckley, Tricky, LCD Soundsystem, Massive Attack, Johnny Marr, Depeche Mode, U2, The Cure, Sinead O'Connor, Tracey Thorn, Radiohead och The Knife.

## Diskografi

### Solo
Studioalbum
- 2007 – Mantaray

Singlar
- 2007 – "Into a Swan"
- 2007 – "Here Comes That Day"
- 2008 – "About to Happen"
- 2015 – "Love Crime"

Samarbeten
- 1994 - "Interlude" (duett med Morrissey)
- 1995 - "The Lighthouse" (på albumet Songs From the Cold Seas av Hector Zazou)
- 2003 - "Cish Cash" (på albumet Kish Kash av Basement Jaxx)
- 2008 - "Careless Love"  (på albumet The Edge of Love av Angelo Badalamenti)